# Noaptea devoratorilor de publicitate
Noaptea devoratorilor de publicitate a devenit unul dintre cele mai așteptate și mai apreciate evenimente de la noi din țară.
"Noaptea devoratorilor de publicitate" este deja consacrată în România reușind să îi convingă de fiecare dată pe participanți de atmosfera incendiară în care se îmbină perfect buna dispoziție, creativitatea și pasiunea pentru publicitate. Spectacolul imaginat de Boursicot a fost prezent în România, pentru prima dată, în 1995.
Jean-Marie Boursicot, cinefil înrăit încă de la vârsta de 3 ani, a imaginat conceptul "Nopții devoratorilor de publicitate", pe vremea când bătea cinematografele din Marseille. Înregistrat în Cartea Recordurilor pentru colecția sa mamut de filme publicitare, 700.000 la număr, care se îmbogățește anual cu 10.000-20.000 de clipuri, Boursicot și-a văzut visul cu ochii în 1981, la Kinopanorama.
Peste numai trei ani, "Noaptea devoratorilor de publicitate" începea să cucerească Franța, Europa și, mai apoi, întregul glob. În fiecare an, peste 40 de țări se bucură de maratonul creațiilor publicitare, iar "Noaptea devoratorilor de publicitate" se întinde de la Vladivostok la New York, trecând prin Praga, Singapore, Insulele Mauritius, Panama, Sydney sau Hong Kong.
Spectacolul adună producții publicitare din peste 60 de țări, întinse generos pe parcursul a șase ore. Decorurile variază de la rusești la asiatice și de la africane la sud-americane. Amestecul eclectic de dialecte din spectacol cuprinde dialoguri în mongolă, arabă și chiar indiana guaran.

## Site-ul Oficial
- Site-ul Oficial (International) al Evenimentului "Noaptea Devoratorilor de Publicitate"
- Site-ul (în România) al Evenimentului "Noaptea Devoratorilor de Publicitate" în România Arhivat în 31 august 2010, la Wayback Machine.